# Озеро Гірське (Виноградний)
Координати: 44° 38' 16.63" N 34° 21' 12.57" E

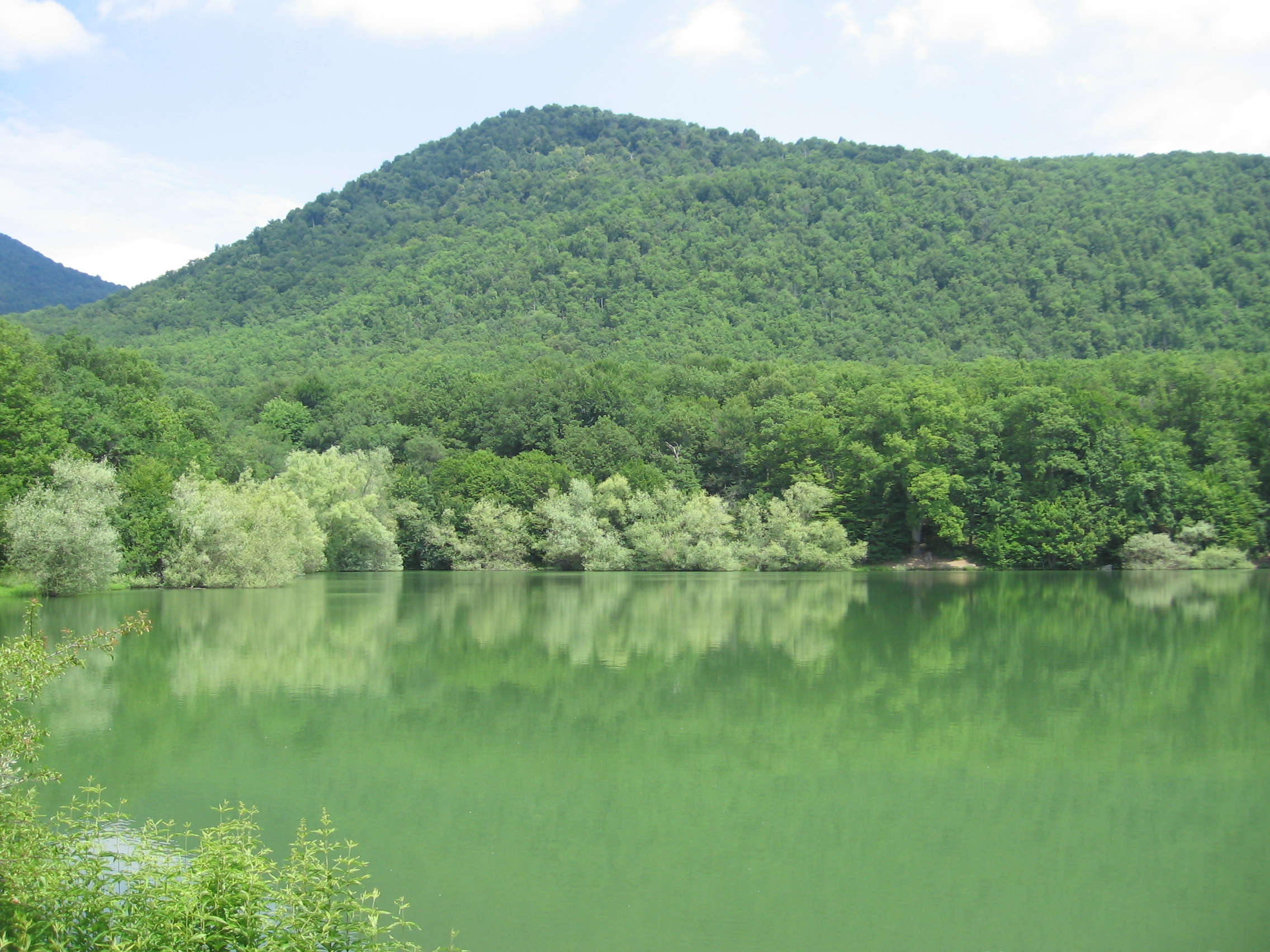
Гірське озеро влітку. Гора Урага над озером.

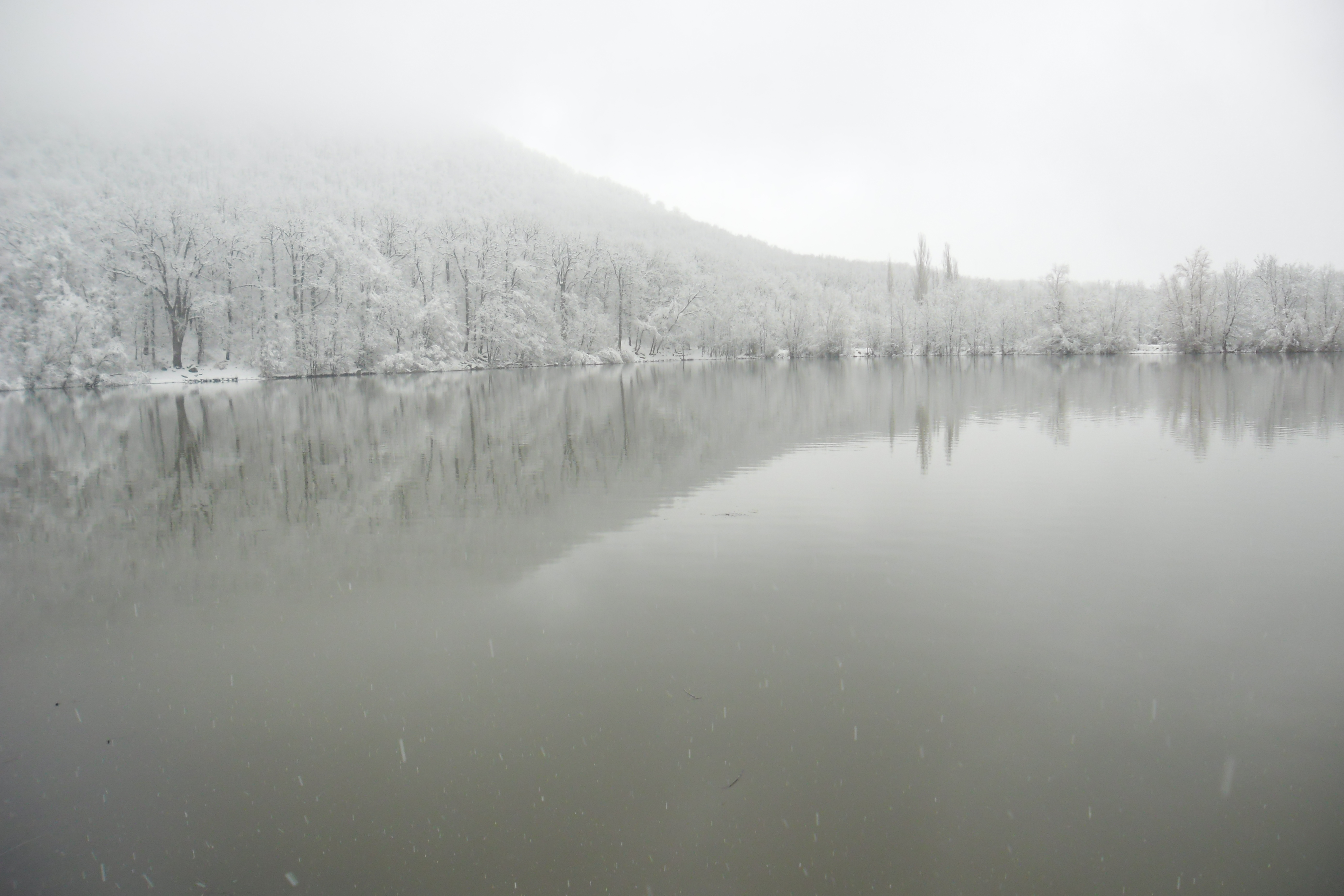
Гірське озеро взимку.

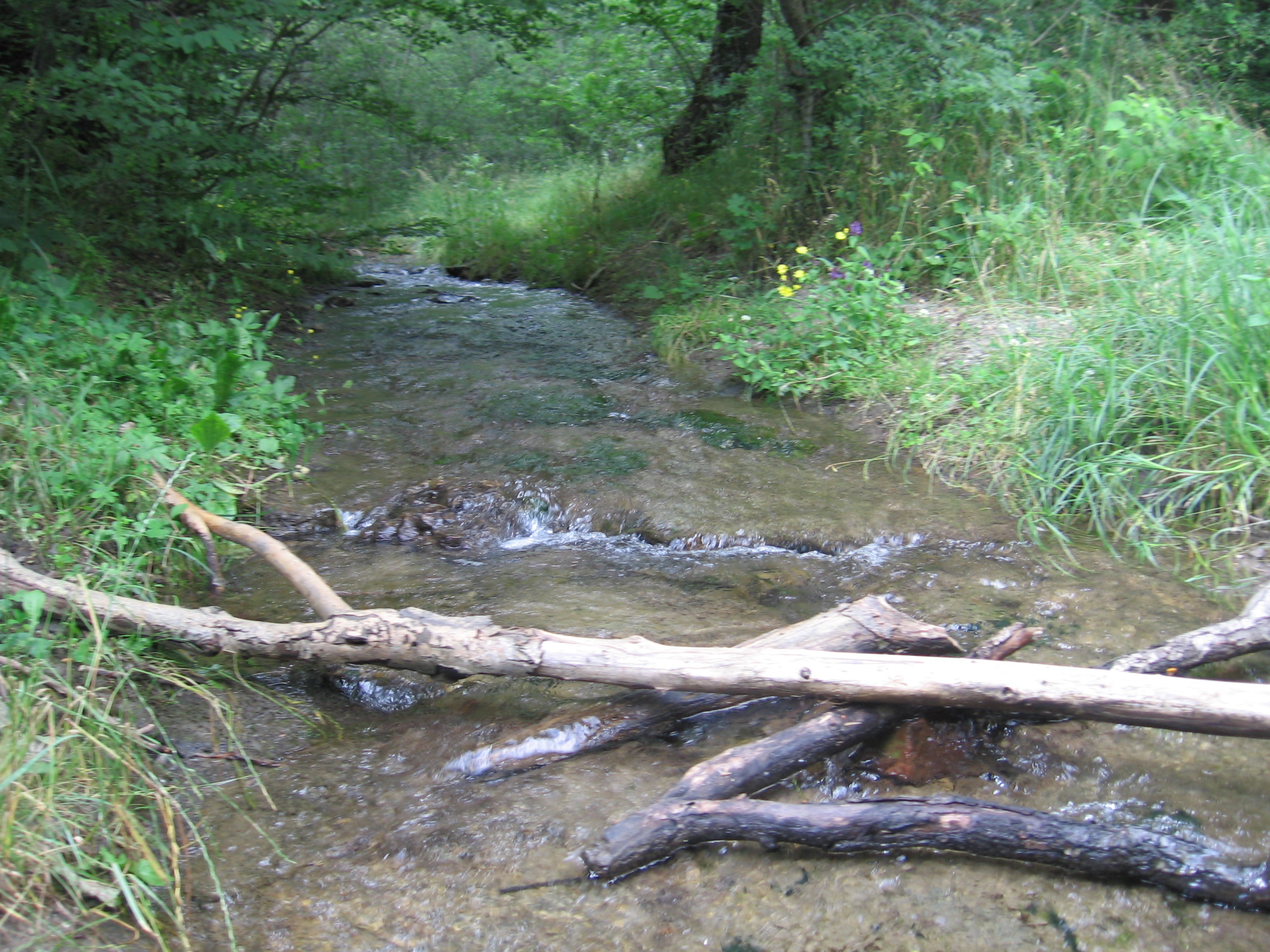
Безіменна річка, яка впадає в Гірське озеро.

Озеро Гірське на мапі району Бабуган-яйли.

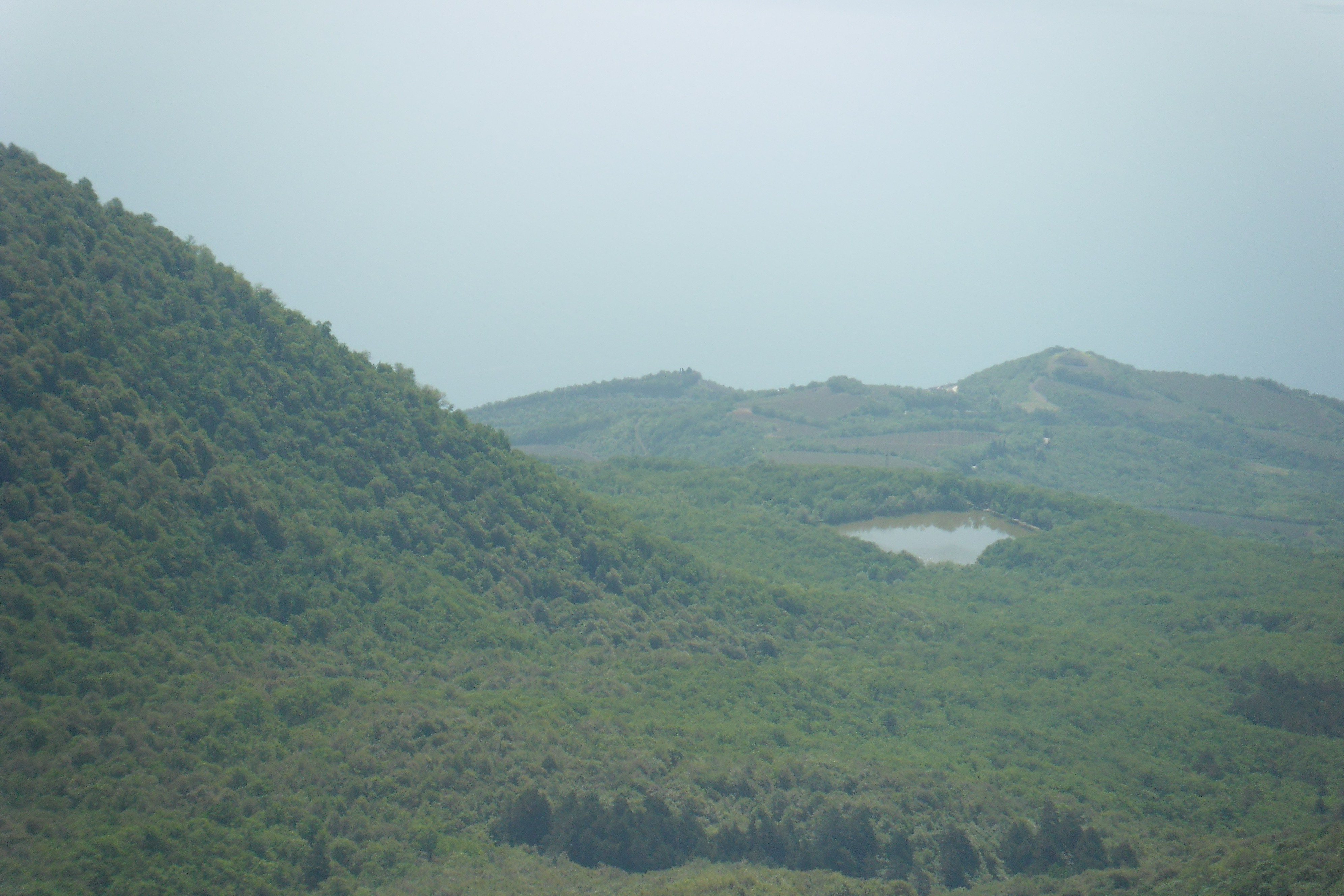
Озеро Гірське (Виноградний) — світлина з Бабуган-яйли.

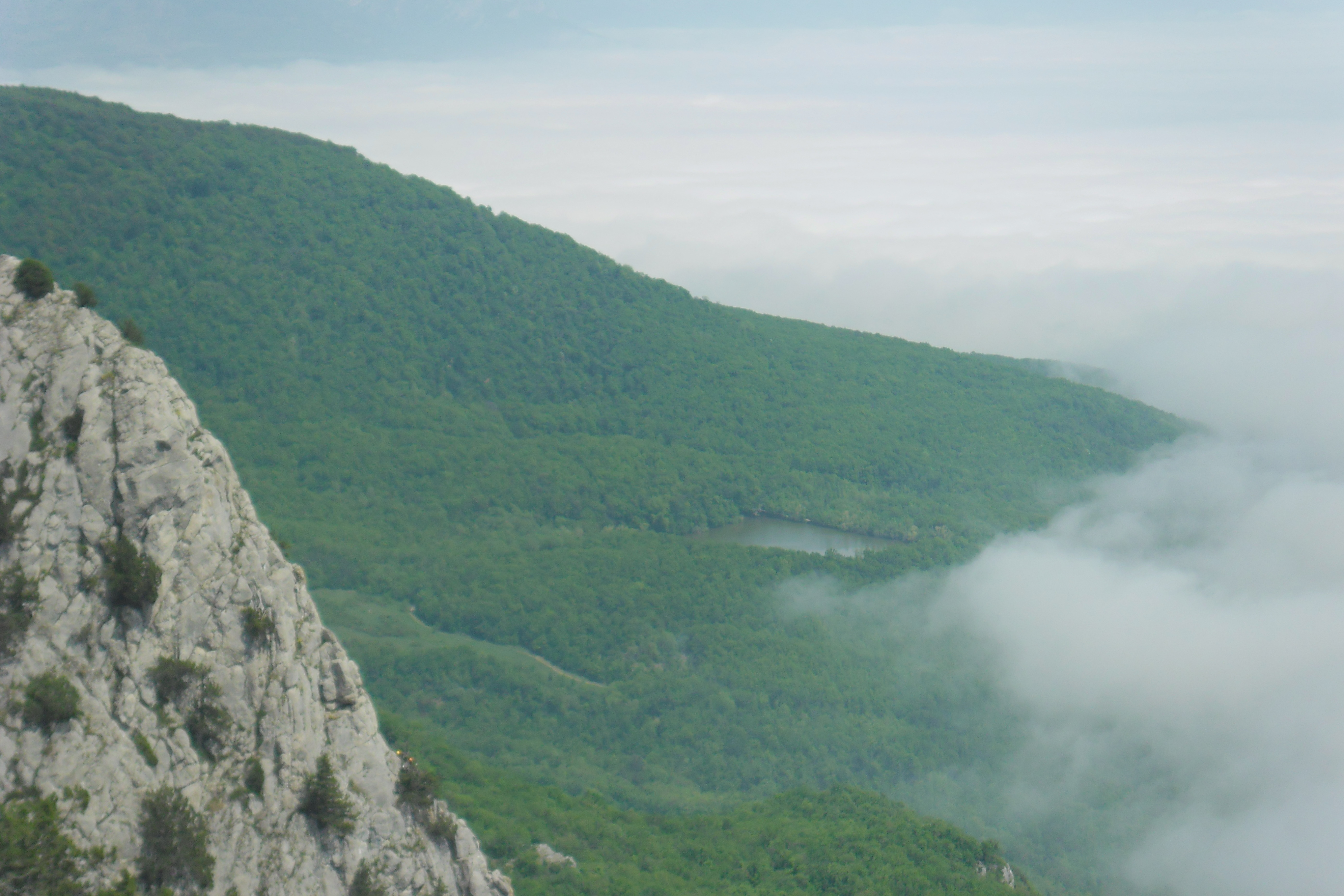
Гірське озеро з Парагільмена.

Озеро Гірське (Виноградний) — у Криму, поблизу села Виноградний (в 1.7 км). На захід від озера — Бабуган-Яйла. Алуштинська міськрада, Крим, Україна. Розташоване на висоті 510 м. в урочищі Мухальваді
Належить до штучно створених у XX ст. озер-водосховищ Криму. Над Гірським озером розташована гора Урага. В озеро впадає безіменна річка. Озеро рибне.
Від Гірського озера до селища Малий Маяк — 2,6 км. До гори Парагільмен — 2,0 км.
На березі озера — туристська стоянка.